# 泡沫サタデーナイト!/The Vision/Tokyoという片隅
「泡沫サタデーナイト!/The Vision/Tokyoという片隅」（うたかたサタデーナイト!/ザ・ヴィジョン/トウキョウというかたすみ）は、2016年5月11日にアップフロントワークス（zetimaレーベル）から発売されたモーニング娘。の61枚目のシングル。「モーニング娘。'16」（モーニングむすめワンシックス）名義でのリリースとなっている。
初週に11.4万枚を売り上げ、2016年5月23日付のオリコン週間シングルチャートで2位に登場した。

## 概要
- 鈴木香音の卒業シングルとなる[4][5]。

## リリース
- 2016年3月12日に行われたライブツアー『モーニング娘。'16コンサートツアー春 〜EMOTION IN MOTION〜』の初日公演内で収録曲「Tokyoという片隅」の初披露と共に本作の発売が発表された[6]。
- 初回生産限定盤A・B・C・通常盤A・B・Cの6形態で発売され、このうち初回生産限定盤A・B・CにはDVDが付属する。全ての初回生産限定盤にはイベント抽選シリアルナンバーカードが封入される。初回仕様の全ての通常盤にはトレーディングカード（通常盤A：「泡沫サタデーナイト!」衣裳のソロ12種+集合1種よりランダムにて1枚、通常盤B：「The Vision」衣裳のソロ12種+集合1種よりランダムにて1枚、通常盤C：「Tokyoという片隅」衣裳のソロ12種+集合1種よりランダムにて1枚）が封入されている。
  - なお、通常盤A「泡沫サタデーナイト!」衣裳の集合写真のみ、鈴木が不在の11人の写真であるという不備が発売時に判明し、希望者には交換が行われた。鈴木自身「衝撃的な事件」と語っている[7]。
- mora（レーベルゲート）にて96kHz/24bitのハイレゾ音源（ファイルはFLAC形式）の配信が行われている[8]。
- 同年8月10日、同作品をアナログシングルとして再リリース。『泡沫サタデーナイト!』のニュー・バージョンである川辺ヒロシREMIXがアナログシングル限定で収録されている[注釈 1]。

## 楽曲
泡沫サタデーナイト!
津野米咲（赤い公園）による楽曲提供。
ベースやストリングスが生演奏となっているディスコ調で、歌詞や振り付けも比較的キャッチーなものであり、EDM基調で複雑なフォーメンションダンスが中心となっていた当時の楽曲とは異なる作風となっている。
PVでは鈴木がDJに扮しており、間奏の鈴木による台詞に「この曲、あと58秒で終わっちゃうんだって!」とあるのに合わせ、その時点から映像の左上にカウントダウンタイマーが表示される演出がある。コンサートや歌番組では間奏の台詞がその場の状況に合わせた内容に変更されており、鈴木の卒業後は在籍メンバーが持ち回りで担当している。
The Vision
ミディアムテンポの楽曲で、楽曲のテーマは「どんな未来を想像出来るか」。
この曲ではダンスパートと歌パートに分かれており、ダンスパートを譜久村聖、生田衣梨奈、石田亜佑美が、歌パートをそれ以外のメンバーが担当する。鈴木の卒業後は譜久村が歌パートに、工藤遥がダンスパートに変更された。
Tokyoという片隅
つんく♂曰く、この曲での「Tokyo」とは都会の代名詞として使われ、「世の中のシビアさと正直に生きることの難しさ」を意味している。歌詞のテーマは「時は止まらない」。

## 収録曲
| #  | タイトル                              | 作詞     | 作曲     | 編曲                                            | 時間 |
| -- | ------------------------------------- | -------- | -------- | ----------------------------------------------- | ---- |
| 1. | 「泡沫サタデーナイト!」               | 津野米咲 | 津野米咲 | 鈴木俊介 ストリングスアレンジ：クラッシャー木村 | 3:48 |
| 2. | 「The Vision」                        | つんく   | つんく   | 大久保薫                                        | 5:27 |
| 3. | 「Tokyoという片隅」                   | つんく   | つんく   | 大久保薫                                        | 4:33 |
| 4. | 「泡沫サタデーナイト!」(Instrumental) |          |          |                                                 | 3:48 |
| 5. | 「The Vision」(Instrumental)          |          |          |                                                 | 5:27 |
| 6. | 「Tokyoという片隅」(Instrumental)     |          |          |                                                 | 4:35 |

| #  | タイトル                             | 作詞 | 作曲・編曲 | 時間 |
| -- | ------------------------------------ | ---- | ---------- | ---- |
| 1. | 「泡沫サタデーナイト!」(Music Video) |      |            | 5:12 |

| #  | タイトル                    | 作詞 | 作曲・編曲 | 時間 |
| -- | --------------------------- | ---- | ---------- | ---- |
| 1. | 「The Vision」(Music Video) |      |            | 6:54 |

| #  | タイトル                         | 作詞 | 作曲・編曲 | 時間 |
| -- | -------------------------------- | ---- | ---------- | ---- |
| 1. | 「Tokyoという片隅」(Music Video) |      |            | 5:06 |

| #  | タイトル                                 | 作詞     | 作曲     | 編曲                                            | 時間 |
| -- | ---------------------------------------- | -------- | -------- | ----------------------------------------------- | ---- |
| 1. | 「泡沫サタデーナイト!」                  | 津野米咲 | 津野米咲 | 鈴木俊介 ストリングスアレンジ：クラッシャー木村 | 3:48 |
| 2. | 「The Vision」                           | つんく   | つんく   | 大久保薫                                        | 5:27 |
| 3. | 「Tokyoという片隅」                      | つんく   | つんく   | 大久保薫                                        | 4:33 |
| 4. | 「泡沫サタデーナイト!」(川辺ヒロシREMIX) | 津野米咲 | 津野米咲 | 川辺ヒロシ/上田禎                               | 3:48 |

## リリース日一覧
| 地域 | リリース日    | レーベル       | 規格                                              | カタログ番号                     |
| ---- | ------------- | -------------- | ------------------------------------------------- | -------------------------------- |
| 日本 | 2016年5月11日 | zetima         | CDマキシシングル+DVD                              | EPCE-7217〜18（初回生産限定盤A） |
| 日本 | 2016年5月11日 | zetima         | CDマキシシングル+DVD                              | EPCE-7219〜20（初回生産限定盤B） |
| 日本 | 2016年5月11日 | zetima         | CDマキシシングル+DVD                              | EPCE-7221〜22（初回生産限定盤C） |
| 日本 | 2016年5月11日 | zetima         | CDマキシシングル                                  | EPCE-7223（通常盤A）             |
| 日本 | 2016年5月11日 | zetima         | CDマキシシングル                                  | EPCE-7224（通常盤B）             |
| 日本 | 2016年5月11日 | zetima         | CDマキシシングル                                  | EPCE-7225（通常盤C）             |
| 日本 | 2016年5月11日 | zetima         | ダウンロードシングル （LC-AAC）                   | EPCE-7223                        |
| 日本 | 2016年5月11日 | zetima         | ハイレゾダウンロードシングル （FLAC 96kHz/24bit） |                                  |
| 日本 | 2016年8月10日 | UP-FRONT WORKS | アナログシングル                                  | UFWT-9006                        |

## 参加メンバー
- 9期：譜久村聖、生田衣梨奈、鈴木香音
- 10期：飯窪春菜、石田亜佑美、佐藤優樹、工藤遥
- 11期：小田さくら
- 12期：尾形春水、野中美希、牧野真莉愛、羽賀朱音

## 参加ミュージシャン
泡沫サタデーナイト!
- Guitar & Programming：鈴木俊介
- Bass:笹本安嗣
- Violin:クラッシャー木村、石亀協子、遠藤雄一、金子芳子、細川亜維子、矢野小百合
- Cello:遠藤益民、原口梓
- Funky Chorus:NAO、AYAMI
- Chorus：モーニング娘。'16、船生浩美

The Vision
- Sound Produce：つんく♂
- Keyboard & Programming：大久保薫
- Chorus：譜久村聖、小田さくら

Tokyoという片隅
- Sound Produce：つんく♂
- Keyboard & Programming：大久保薫
- Violin:室屋光一郎
- E.Guitar:鎌田こーじ
- Chorus：譜久村聖、石田亜佑美、工藤遥、小田さくら、CHINO